# Rivella
Rivella est une boisson à base de lactosérum. Le fabricant de ces boissons est implanté à Rothrist, dans le canton d'Argovie, en Suisse. En 2021, l’entreprise a réalisé un chiffre d’affaires de 118 millions de francs suisses pour des ventes de 92 millions de litres.
Il est exporté aux Pays-Bas, au Luxembourg, dans l'est de la France, en Allemagne en Autriche et anciennement aux États-Unis et au Japon.

## Histoire
En 1950, l’un des fondateurs, Robert Barth acquiert la recette d'une boisson de table à base de lactosérum. Il crée son entreprise en 1952, à Stäfa, dans le canton de Zurich, avant de la transférer à Rothrist en 1952, avec le lancement de Rivella Rouge.
En 1953, la société Rivella International SA est fondée pour posséder et garantir les droits de la marque Rivella à l’échelle mondiale. Le nom de Rivella vient de la commune de Riva San Vitale, au Tessin : Robert Barth, alors en voyage en train, était à la recherche d'un nom facile à retenir pour son produit. Pensant bien ne pas pouvoir utiliser librement le nom de la commune, il dériva le nom de Rivella du mot italien Rivelazione qui signifie révélation.
En 1958, une forte demande du produit s'accroit, dix ans après la création de l'entreprise et de sa boisson originale. Rivella lance en 1958 la Rivella Bleu, moins calorique que la boisson originale. Il s'agit de la première boisson gazeuse light lancée en Europe.
En 1977, la marque Rivella conclut un contrat publicitaire avec l'équipe nationale suisse de ski, toujours en cours en 2022.
En 1999, Rivella lance une troisième gamme de produits, la Rivella Vert, contenant des extraits de thé vert.
En 2000, la présidence de l'entreprise est transmise à Alexander Barth, le fils de Robert Barth, avant le décès de ce dernier en 2007,.
Jusqu'en 2008, la chaîne de supermarchés suisse Migros proposait une version de la boisson appelée Mivella, fabriquée par Rivella spécialement pour cette chaîne de magasins. En 2008, Migros l'a remplacée par Rivella, car elle ne jouissait pas de la même popularité auprès des clients que la boisson originale. En février 2022, pour tenter de concurrencer Rivella, Migros relance la boisson concurrente « Prego », dont la création par Robert Schlör remonte à 1956.

## Composition
Rivella contient de 25 à 35 % d'un « sérum de lait » obtenu à partir du lactosérum (les protéines et les matières grasses restant dans le lactosérum sont retirées par filtration), des extraits de plantes et de fruits, et un produit édulcorant (sucre, fructose ou autre édulcorant). La recette exacte est tenue secrète.

## Marques
| Informations nutritionnelles (100 ml contiennent) | Informations nutritionnelles (100 ml contiennent) | Informations nutritionnelles (100 ml contiennent) | Informations nutritionnelles (100 ml contiennent) | Informations nutritionnelles (100 ml contiennent) | Informations nutritionnelles (100 ml contiennent) | Informations nutritionnelles (100 ml contiennent) |
| Saveur                                            | Années de production                              | Énergie                                           | Lipides                                           | Sucres                                            | Protéines                                         | Sel                                               |
| ------------------------------------------------- | ------------------------------------------------- | ------------------------------------------------- | ------------------------------------------------- | ------------------------------------------------- | ------------------------------------------------- | ------------------------------------------------- |
| Rivella Rouge                                     | depuis 1952                                       | 37 kcal                                           | 0 g                                               | 9 g                                               | 0 g                                               | 0,03 g                                            |
| Rivella Bleu                                      | depuis 1959                                       | 7 kcal                                            | 0 g                                               | 1,5 g                                             | 0 g                                               | 0,03 g                                            |
| Rivella Thé vert                                  | depuis 1999                                       | 22 kcal                                           | 0 g                                               | 5 g                                               | 0 g                                               | 0,02 g                                            |
| Rivella Menthes Suisses                           | depuis 2021                                       | 19 kcal                                           | 0 g                                               | 4,7 g                                             | 0 g                                               | 0,02 g                                            |
| Rivella Jaune Refresh                             | depuis 2024                                       | 22 kcal                                           | 0 g                                               | 5,2 g                                             | 0 g                                               | 0,02 g                                            |
| Produits abandonnés                               |                                                   |                                                   |                                                   |                                                   |                                                   |                                                   |
| Saveur                                            | Années de production                              | Énergie                                           | Lipides                                           | Sucres                                            | Protéines                                         | Sel                                               |
| Rivella Jaune                                     | 2008–2011                                         | 13 kcal                                           | 0 g                                               | 3,1 g                                             | 0 g                                               | 0,02 g                                            |
| Rivella Pêche                                     | 2014–2016                                         | 35 kcal                                           | 0 g                                               | 8,4 g                                             | 0 g                                               | 0,03 g                                            |
| Rivella Mangue tropicale                          | 2016–2018                                         | 35 kcal                                           | 0 g                                               | 8,4 g                                             | 0 g                                               | 0,03 g                                            |
| Rivella Rhubarbe                                  | 2014–2019                                         | 35 kcal                                           | 0 g                                               | 8,4 g                                             | 0 g                                               | 0,03 g                                            |
| Rivella Fleur de sureau                           | 2019–2021                                         | 35 kcal                                           | 0 g                                               | 8,4 g                                             | 0 g                                               | 0,03 g                                            |
| Rivella Pamplemousse                              | 2021                                              | 19 kcal                                           | 0 g                                               | 4,7 g                                             | 0 g                                               | 0,02 g                                            |
| Rivella Refresh                                   | 2018–2024                                         | 21 kcal                                           | 0 g                                               | 5,2 g                                             | 0 g                                               | 0,02 g                                            |

Autres marques :
- Passaia (boisson aux fruits de la passion) lancé en 1964, exclusivement en Suisse ;
- Michel (jus de fruits), racheté en 1983 (Suisse et Luxembourg) ;
- Grapillon (jus de raisin), racheté en 1971, exclusivement en Suisse.

## Communication
(août 2022).
Rivella sponsorise des équipes professionnelles (équipe olympique et formations sportives nationales), des associations et clubs, assure la promotion du sport en milieu scolaire et familial [source insuffisante]. La marque est notamment investie dans les sports d'hiver et est par exemple partenaire de plusieurs domaines skiables tels que Flumserberg et Nendaz.
Sport and Events est la branche de Rivella qui gère les partenariats et événements soutenus par la marque — plus de 400 par an en Suisse et dans ses pays d'exportation — tels que le Rivella Water Splash, le plus grand parcours aquatique de Suisse.

## Influence politique
Rivella fait partie du Groupe d'information sur les boissons rafraîchissantes (GIBR). C'est un lobby défendant les intérêts des fabricants de boissons sucrées, au sein duquel on retrouve des entreprises telles que Red Bull, Ramseier, Coca-Cola ainsi que différents élus (Lorenz Hess (président), Ida Glanzmann-Hunkeler, Alois Gmür, Bruno Walliser, Martin Landolt, Marco Romano).
En 2018, le GIBR a fait échouer une initiative du canton de Neuchâtel qui voulait « taxer les produits trop sucrés »,.